# Бреденфельде
Бреденфельде (нем. Bredenfelde) — община в Германии, в земле Мекленбург-Передняя Померания.
Входит в состав района Мекленбургское Поозёрье. Подчиняется управлению Штафенхаген. Население составляет 192 человек (на 31 декабря 2013 года). Занимает площадь 8,58 км².

## Население
| Год  | Численность | Численность |
| ---- | ----------- | ----------- |
| 2017 | 201         | [ 1 ]       |
| 2019 | 195         | [ 4 ]       |
| 2021 | 187         | [ 5 ]       |
| 2022 | 182         | [ 6 ]       |
| 2023 | 185         | [ 2 ]       |

## Достопримечательности
- Замок Бреденфельде. Построен в 1852—1854 годах в Тюдоровском стиле.
- Церковь, построенная в 1850 году.